# Східногірський край

Кінай
Східноморський край (Токай)
Східногірський край (Тосан)
Північноземний край (Хокуріку)
Темногірський край (Сан'їн)
Світлогірський край (Санйо)
Південноморський край (Нанкай)
Західноморський край (Сайкай)

Східногі́рський кра́й (яп. 東山道, とうさんどう, МФА: [toːsaɴ doː]) — адміністративна одиниця найвищого рівня в Японії 8 — 19 століття. Один з семи країв. З 20 століття — назва однойменного регіону.

## Провінції
1. Провінція Дева
2. Провінція Кодзуке
3. Провінція Міно
4. Провінція Муцу
5. Провінція Омі
6. Провінція Сімоцуке
7. Провінція Сінано
8. Провінція Хіда